# Пассаж Сан-Галли
Пассаж Сан-Галли — выставочно-торговый комплекс в виде пассажа, расположенный на улице Кузнецкий Мост в центре Москвы, является памятником архитектуры регионального значения. С 1953 года в здании размещается Московский дом художника.

## История владения

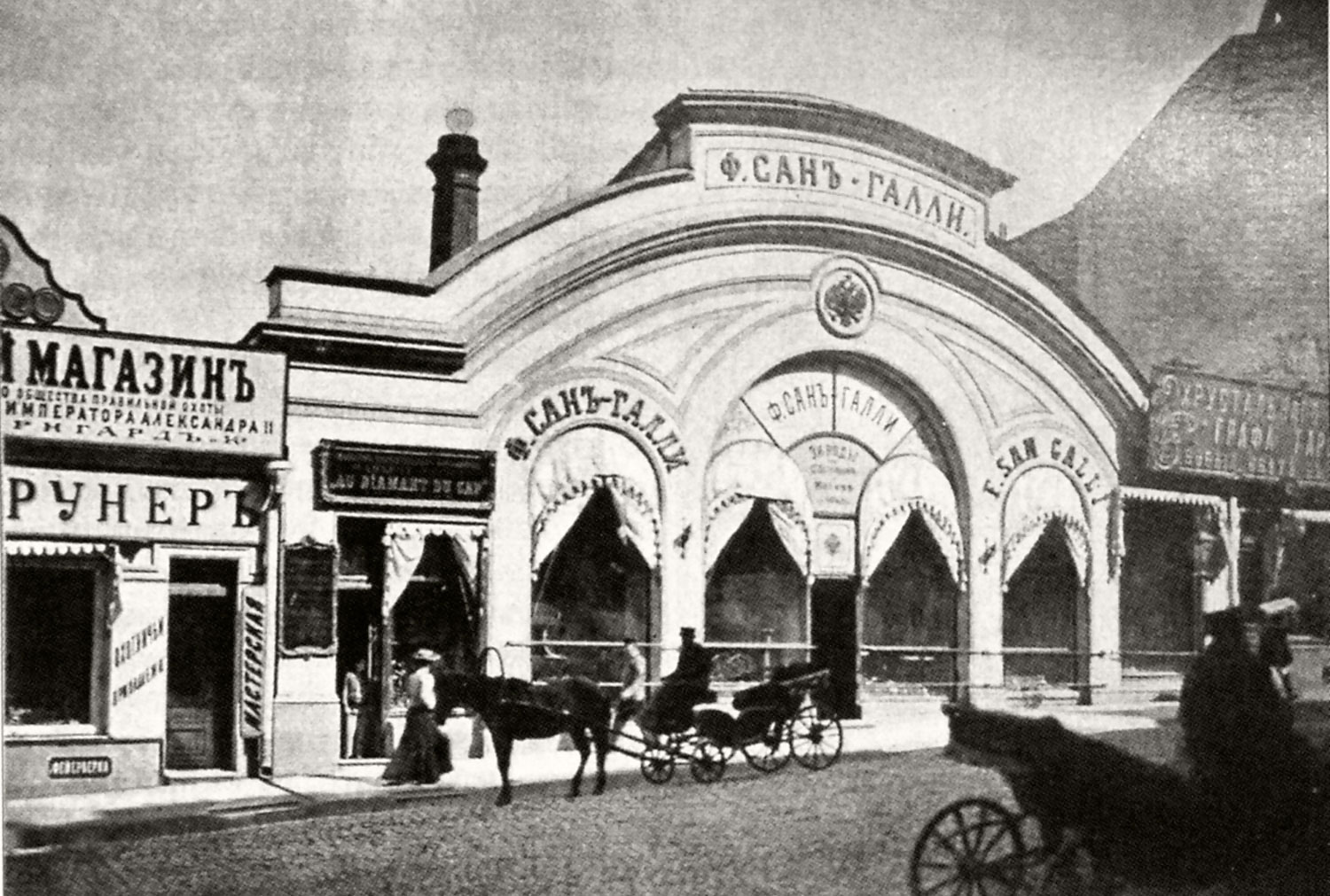
Пассаж Сан-Галли, 1907 г.

Владение, на котором находится современный дом № 11, в начале XVIII века состояло из нескольких участков, принадлежащих купцу И. Л. Свешникову, канцеляристу Артиллерийского приказа Г. Алексееву, майору А. И. Толстому, а также московскому губернатору, камергеру Б. Г. Юсупову. К концу 1730-х годов участки были объединены и их владельцем стал кабинет-министр А. П. Волынский. После перехода усадьбы в собственность графа И. И. Воронцова (зятя казнённого в 1740 году Волынского) на Кузнецком Мосту были построены торговые лавки, вошедшие в состав современного здания. Разросшееся владение графа занимало по обе стороны реки почти два квартала, а главный каменный дом выходил на Рождественку. Воронцов владел усадьбой с 1744 по 1789 годы.
После смерти И. И. Воронцова, усадьба перешла его сыну Артемию, а в 1793 году часть владения, на которой находится современное здание, была продана вдове полковника И. И. Бекетовой. Предположительно на этом месте находилась книжная лавка типографии её сына П. П. Бекетова, получившая широкую известность как своеобразный клуб московских «книжных» людей. После Бекетовых, владение было разделено и уже участком № 11 владели московский купец французского происхождения О. М. Вильфор, а за ним — дочь московского купца 1-й гильдии Ф. К. Мелли.
В 1815 году участок приобрёл литератор, отставной тверской губернатор, вице-президент Медико-хирургической Академии Н. С. Всеволжский. В доме Всеволжских арендовали помещения оптик С. Кони, дантист И. Кони, спичечная фабрика Г. Гамелина. В середине 1840-х годов участок перешёл детям типографа и издателя А. Семена — колежному секретарю А. А. Семену и его сестре М. А. Гларнер, у которых в конце 1840-х годов владение приобрёл владелец магазина обоев Ф. Ф. Дабо. В 1850-х годах здесь располагались: магазин и оптическая мастерская П. Комарова; оптический и механический магазины Ф. Ф. Зегера; торговавший изделиями из металла «Прусский магазин» Кригера и Кача; магазин парижских перчаток фирмы «Братья Бауссонад».

## Пассаж Сан-Галли

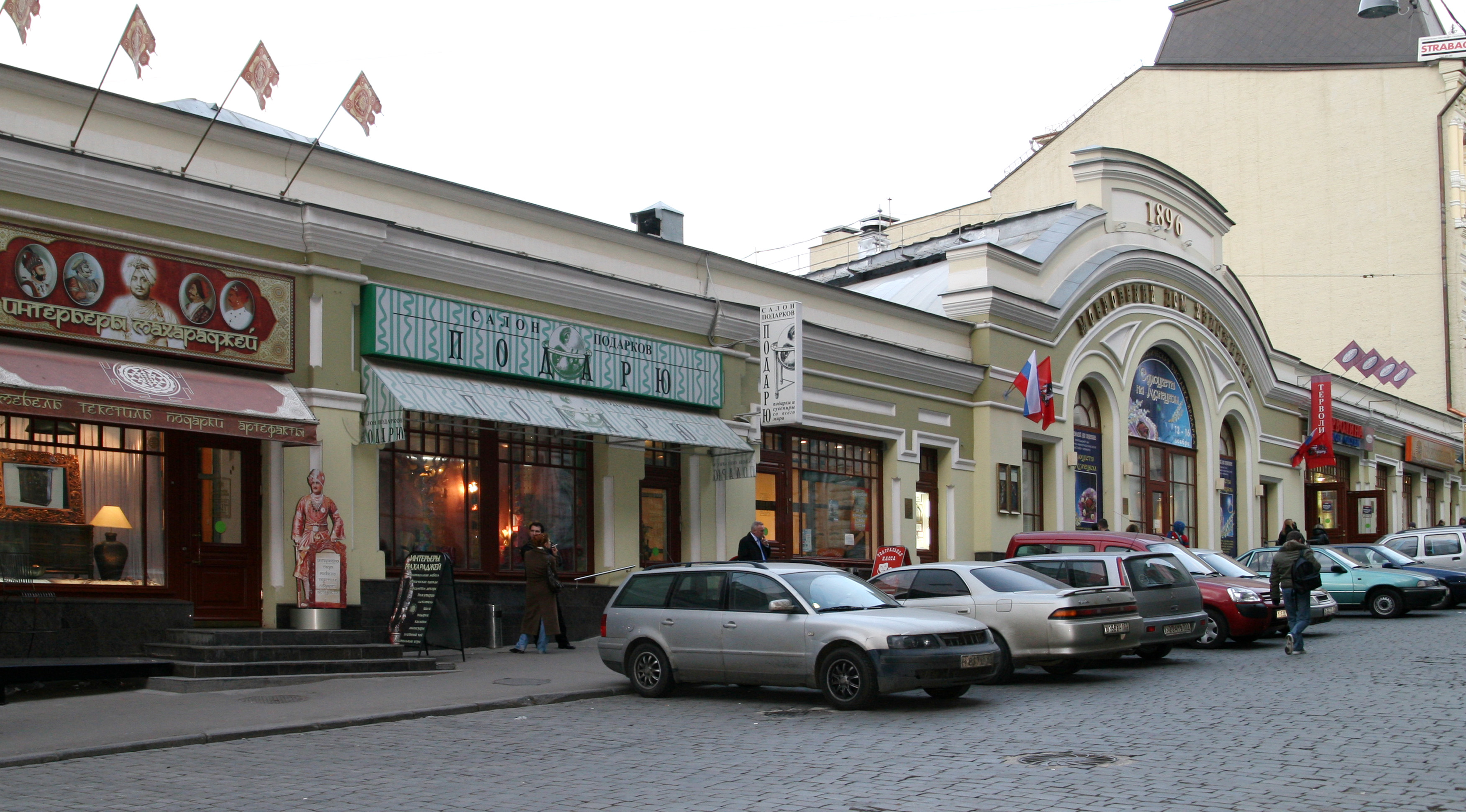
Пассаж Сан-Галли, общий вид здания, 2008 г.

В 1876 году владение приобрёл купец 2-й гильдии Б. К. Халатов, а в 1880 году оно перешло к владельцу чугонолитейного производства, гласному Петербургской городской думы, почетному члену Совета торговли и мануфактур Ф. К. Сан-Галли.
В 1883 году по заказу Сан-Галли архитектор А. А. Мартынов соединил два существовавших ранее одноэтажных каменных строения остеклённым чугунным сводом и приспособил их для выставочных залов изделий Сан-Галли и для других магазинов. В пассаже Сан-Галли размещались: магазин фарфора графа Иоганна Гарраха; оружейный магазин торгового дома «Э. Бернгард и К°»; ювелирный «Пале-рояль»; художественных произведений И. Дациаро; роялей К. Шрёдера.
В 1915 году пассаж Сан-Галли попал в число принадлежавших иностранцам магазинов, пострадавших в ходе немецких погромов.

## «Питтореск» и «Красный петух»

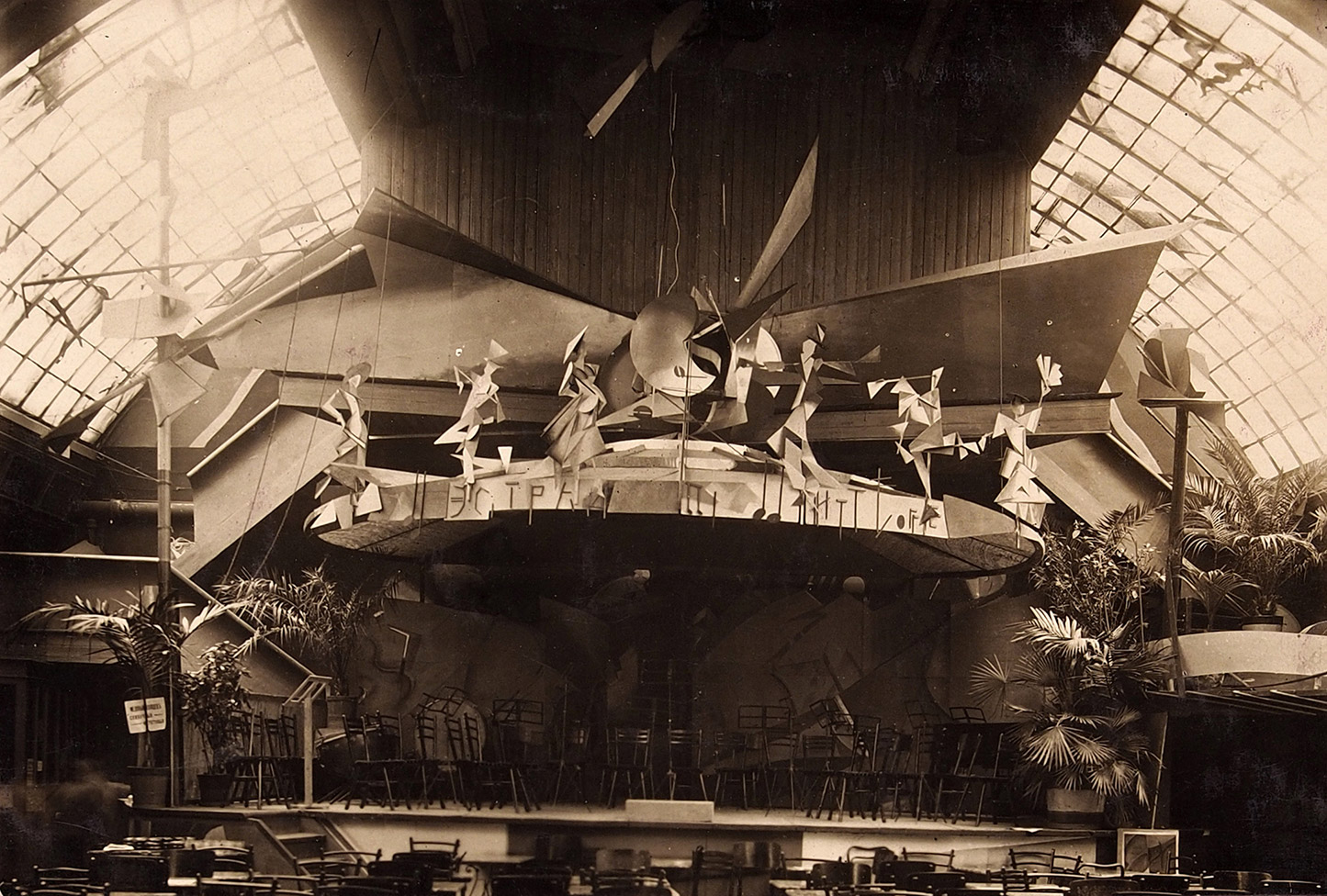
Общий вид эстрады кафе «Питтореск». 1917—1918

Летом 1917 года здание было приобретено московским предпринимателем Н. Д. Филипповым, одним из наследников знаменитого московского булочника который решил устроить здесь кафе «Питтореск».
В оформлении кафе по проекту и под руководством Г. Б. Якулова стенные росписи на темы стихотворения А. Блока «Незнакомка» были выполнены художниками Л. А. Бруни, А. А. Осмеркиным, Н. А. Удальцовой, стеклянный потолок расписывал В. Е. Татлин, дизайн необычных светильников из гнутой жести разрабатывал А. М. Родченко (это была его первая дизайнерская работа), в создании люстр участвовал скульптор П. И. Бромирский, вращающиеся элементы декоративного решения зала воплощал в материале Н. Голощапов. В кафе была устроена эстрада, на которой выступали В. В. Маяковский, Д. Д. Бурлюк, В. В. Каменский, в марте 1918 года В. Э. Мейерхольдом здесь была поставлена «Незнакомка» А. Блока.
30 января 1918 года кафе «Питтореск» было открыто и передано Филипповым директору бывшего театра Корша М. Шлуглейту, который заключил договор с художественной коллегией кафе в составе В. Мейерхольда, Г. Якулова, В. Вермель и А. Кроль. Однако в дальнейшем М. Шлуглейт передал кафе предпринимателю Г. Бутлеру, в связи с чем возникла угроза реорганизации артистического кафе в варьете.
К осени 1918 года кафе перешло в ведение театрального отдела Наркомпроса и получило новое название «Красный петух». В 1-ю годовщину Октябрьской революции здесь прошла премьера поставленного А. Я. Таировым спектакля «Зелёный попугай» в декорациях Г. Б. Якулова. Кафе, ставшее своеобразным клубом работников искусств, посещали В. В. Маяковский, А. В. Луначарский, В. Э. Мейерхольд, В. Я. Брюсов и другие. «Красный петух» просуществовал недолго и был закрыт в 1919 году. В годы НЭПа здание вновь на недолгое время стало торговым. В конце 1920-х годов здесь размещалась Контора Центрального промышленного района Табачного синдиката и издательство «Московский рабочий».

## Московский дом художника

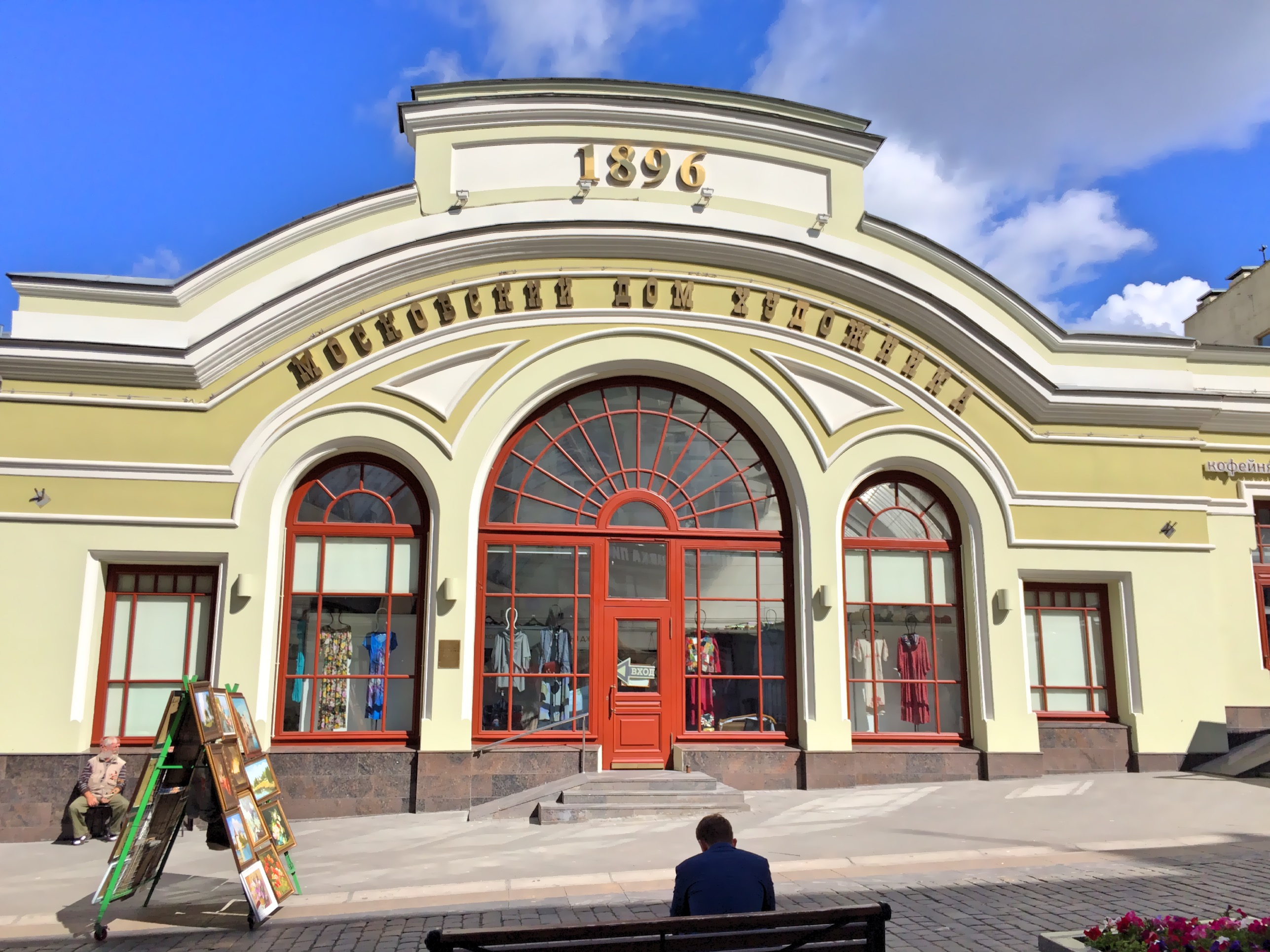
Московский дом художника

С 1930 года здание используется для проведения художественных выставок: до 1953 года здесь размещался Всероссийский союз кооперативных товариществ работников изобразительного искусства «Всекохудожник», а после его ликвидации и по нынешний день — Московский дом художника. В годы Великой Отечественной войны художники писали в этом здании «Окна ТАСС». В 1965 году фасад здания, выступающий на три метра за красную линию улицы, снесли, а само здание капитально перестроили и заново оформили в «современном стиле»: вместо двух выставочных залов теперь стало пять. В обновлённом пассаже первой открылась выставка произведений скульптора С. Т. Конёнкова, приуроченная к 90-летию со дня его рождения.
В 2001 году по сохранившимся чертежам XIX века в здании были проведены реставрационные и отделочные работы под руководством архитектора А. Д. Студеникина, в ходе которых пассажу был возвращён дореволюционный вид. Участники работ по восстановлению здания были признаны победителями конкурса на лучшую реставрацию памятников архитектуры. Современный Московский дом художника объединил в своих стенах помещения для выставок и ярмарок, вегетарианский ресторан «Джаганнат», салон подарков, художественный салон для дизайнеров. Здание является объектом культурного наследия регионального значения.